# Ivó (Románia)
Ivó (avagy Ivómezeje, románul Izvoare) falu Romániában, Erdélyben, Hargita megyében. Közigazgatásilag Zetelakához tartozik.

## Fekvése

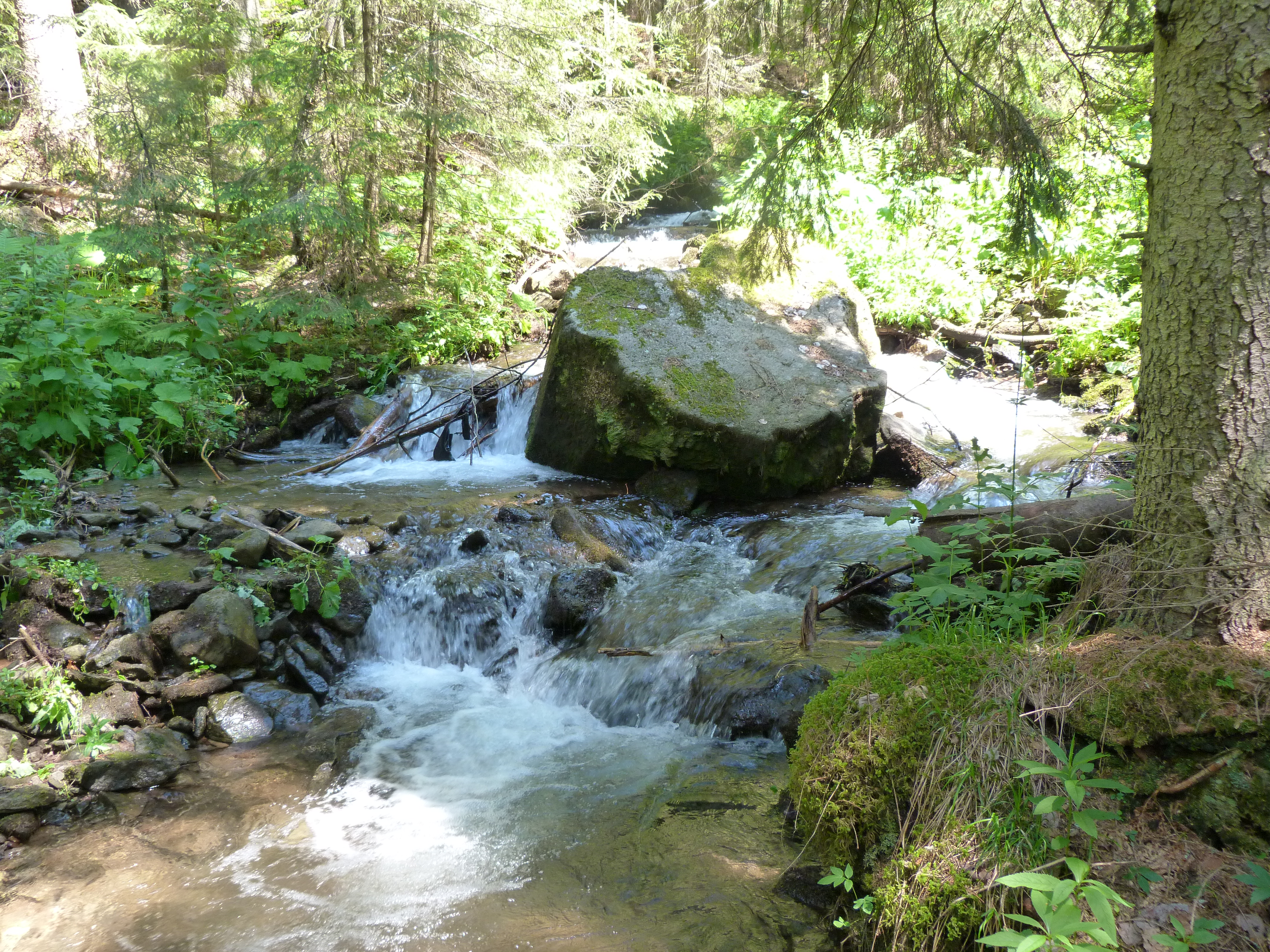
Ivó-patak

Az Ivó-patak völgyében, Zetelakától északkeletre fekvő  település.
Ivóból közelíthető meg a leggyorsabban a Hargita hegyvonulatának legmagasabb csúcsa az 1801 méter magasságú Madarasi-Hargita, a székelyek „szent hegye”.

## Története
Önálló falu, Zetelaka község része. 1956-ig Ivópataka néven szerepelt, adatai a községéhez voltak számítva.  A trianoni békeszerződés előtt Udvarhely vármegye Udvarhelyi járásához tartozott.

## Népessége
2002-ben 352 lakosa volt, ebből 352 fő magyar.

## Vallások
Lakóinak túlnyomó többsége római katolikus vallású.

## Turizmus
Az elmúlt években kedvelt turisztikai célponttá vált. A román statisztikai hivatal adata szerint 2010-hez képest 30 százalékkal nőtt a Hargita megyébe látogató turisták száma a szállásforgalmi adatok szerint. Biciklitúrákkal, lovas programokkal, hegymászási lehetőséggel, vadlessel és más programokkal várják az idelátogatókat.
A közeli Madarasi-Hargitán összesen 4,5 km-nyi sípálya található itt 1500-1760 méteres tengerszint feletti magasságban. A síterep december közepétől április közepéig hóbiztos, kedvező időjárás esetén a szezon május közepéig tart. A sípályákat hótaposógép segítségével folyamatosan karbantartják. A területen éjjel-nappali hegyimentő-szolgálat üzemel.

### Ivói Vadaspark
A 2007-ben megnyílt Vadaspark célja a Romániában és az Európában őshonos vadfajok erdei környezetben való bemutatása. A több mint háromszáz hektáros területen gím- és dámszarvasok, muflonok és őzek élnek.